# Sijerač
Sijerač (Servisch cyrillisch Сијерач) is een plaats in de Servische gemeente Bajina Bašta. De plaats telt 201 inwoners (2002).